# Carlos Olazabal Estecha
Carlos Olazabal Estecha (Bilbao, 4 de octubre de 1956) es un economista, escritor y político español. Es licenciado en Ciencias Económicas por la Universidad del País Vasco. 

## Actividad Profesional
Ha sido miembro del Registro de Economistas Auditores y miembro del Registro de Economistas Asesores Fiscales. Está inscrito en el Registro Oficial de Auditores de Cuentas y en el de Expertos Contables. Ha sido profesor asociado de la Facultad de Ciencias Económicas de la Universidad del País Vasco (Sarriko). Asimismo, ha desempeñado las funciones de consejero de diversas empresas públicas (Babcock Wilcox Española, S.A., Productos Tubulares, S.A. y GRUTISA), de la empresa pública ABANDOIBARRA, S.A. y vocal de la Feria de Muestras Internacional de Bilbao. Actualmente es presidente del Comité de Auditoría del Consejo de Administración de CLH S.A.

## Cargos Corporativos
Presidente del Registro de Economistas Asesores Fiscales del Colegio Vasco de Economistas. Miembro y Vicepresidente de la Junta de Gobierno del Colegio Vasco de Economistas. Secretario General del Congreso de Economía y Economistas de España. Vocal del Consejo Directivo del Registro de Economistas Asesores Fiscales del Consejo General de Colegios de España. 

## Actividad Política
- Cabeza de lista y Portavoz por el Partido Popular en las Elecciones a la Diputación Foral de Bizkaia. V, VI, VII, VIII y IX Mandato (1995-2011).[3][4]
- Parlamentario Vasco en la VII (31.03.2004 - 22.02.2005) y IX Legislatura (12.12.2011 - 29.08.2012).[5]
- Director Ejecutivo de la “Fundación Popular de Estudios Vascos-Euskal Ikasketetarako Fundazio Popularra”.[6]

## Publicaciones
Autor de las siguientes obras:
- Olazabal Estecha, Carlos María, Pactos y traiciones, los archivos secretos de la guerra en Euzkadi, Fundación Popular de Estudios Vascos. ISBN 978-84-613-4369-0 3 tomos. Ed. Atxular Atea. Bilbao, 2009.[7][8][9][10][11]

- Olazabal Estecha, Carlos María, Negociaciones del PNV con Franco en la Guerra Civil. Fundación Popular de Estudios Vascos. ISBN 978-84-942480-2-3. Ed. Atxular Atea. Bilbao, 2012.[12][13]